# جامع صوفان (اللاذقية)
جامع صوفان هو جامع قديم في اللاذقية في سورية تم تحديثه وإعادة بنائه وتجديده. تم افتتاح الجامع في عام 2000م، وقد كان قديماً جامعاً صغيراً نسبياً في أول شارع عمر بن الخطاب (شارع القوتلي سابقاً)، وهو الشارع الممتد من مركز المدينة الشيخ ضاهر وحتى الكورنيش الجنوبي للمدينة

## التاريخ
تتالى على هذا المسجد منذ زمن كبار علماء اللاذقية، ومنهم الشيخ عبد الفتاح المحمودي والشيخ مصطفى المحمودي والولي يحيى البستنجي والشيخ حسن صاري. يعدّ جامع صوفان من أبرز جوامع مدينة اللاذقية، فهو يقع في وسط المدينة التجاري الحيوي، وله شهرة عالمية بتحفيظ القرآن الكريم، حيث يحصد طلابه المراكز الأولى في المسابقات الدولية لتحفيظ القرآن الكريم.

## المجمع العلمي
جامع صوفان الآن مجمع كبير فيه مصلى للرجال والنساء، ومكتبة عامة تضم آلاف العناوين من الكتب والمراجع، واحدة للذكور وأخرى للإناث، كما يوجد فيه معهد لتحفيظ القرآن الكريم للذكور وللإناث وآخر لتلاوة القرآن الكريم، وهو مشهور بتمكن حفَّاظه وجمعهم للقراءات في سن صغيرة.
ألحقت بالجامع كذلك قاعة للكمبيوتر والإنترنت، وفيه مستوصف مجاني مجهز بأحدث أجهزة التصوير الشعاعي الكامل وإيكو، بالإضافة إلى عيادة أذنية وعيادة داخلية. وللمعهد نشاط دعوي كبير في الدعوة إلى الوسطية في المنهج والانفتاح على الآخر وتوثيق تواصل الأديان والتقريب بين المذاهب ومحاربة الفكر المتطرف بالمنهج، بالإضافة للفكر السمح والدعوة للمحبة كركيزة إنسانية ومنحة إلهية والتأكيد على حرية المذهب والمعتقد للجميع.